# 德維列齊 (伊賈斯拉夫區)
50°3′11″N 26°34′34″E / 50.05306°N 26.57611°E

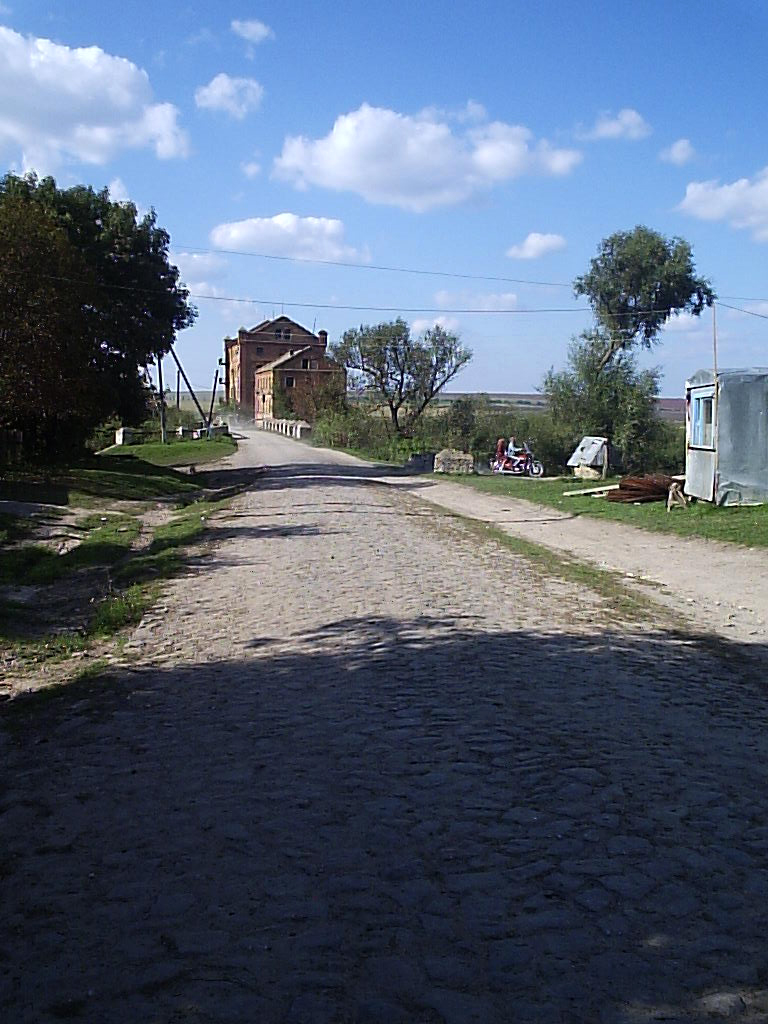

德維列齊（烏克蘭語：Двірець），是烏克蘭西部的村莊，隸屬赫梅利尼茨基州的舍佩蒂夫卡區。該村始建於1500年，面積2.52平方公里，海拔高度241米，2001年人口580，人口密度每平方公里230.3人。